# Lipiny (gmina Przedecz)
Lipiny – wieś w Polsce położona w województwie wielkopolskim, w powiecie kolskim, w gminie Przedecz. Miejscowość wchodzi w skład sołectwa Nowa Wieś Wielka.
W latach 1975–1998 miejscowość należała administracyjnie do województwa konińskiego.